# یواس‌اس اسنودن (دی‌ئی-۲۴۶)
یواس‌اس اسنودن (دی‌ئی-۲۴۶) (به انگلیسی: USS Snowden (DE-246)) یک کشتی بود که طول آن ۳۰۶ فوت (۹۳ متر) بود. این کشتی در سال ۱۹۴۳ ساخته شد.